# Route nationale 650
Die Route nationale 650, kurz N 650 oder RN 650, war eine französische Nationalstraße, die von 1933 bis 1973 zwischen Bordeaux und Arcachon verlief. Ihre Länge betrug 61 Kilometer. 1978 wurde der Abschnitt zwischen Bordeaux und Facture als Nationalstraße 250 ausgeschildert. Dieser ist seit 2006 abgestuft.